# Haltérophilie aux Jeux olympiques d'été de 1980
Navigation
Montréal 1976 Los Angeles 1984
Résultats des épreuves d'haltérophilie dans le cadre des Jeux olympiques d'été de 1980 à Moscou. Dix épreuves furent disputées.

## Tableau des médailles
| Rang  | Pays               | Médaille d'or, Jeux olympiques | Médaille d'argent, Jeux olympiques | Médaille de bronze, Jeux olympiques | Total |
| 1     | Union soviétique   | 5                              | 3                                  | 0                                   | 8     |
| 2     | Bulgarie           | 2                              | 4                                  | 2                                   | 8     |
| 3     | Cuba               | 1                              | 0                                  | 1                                   | 2     |
| 3     | Tchécoslovaquie    | 1                              | 0                                  | 1                                   | 2     |
| 3     | Hongrie            | 1                              | 0                                  | 1                                   | 2     |
| 6     | Allemagne de l'Est | 0                              | 2                                  | 1                                   | 3     |
| 7     | Corée du Nord      | 0                              | 1                                  | 1                                   | 2     |
| 8     | Pologne            | 0                              | 0                                  | 3                                   | 3     |
| Total | Total              | 10                             | 10                                 | 10                                  | 30    |

## Résultats
| Catégorie                         | Or                                                 | Argent                                          | Bronze                                   |
| Poids mouche Moins de 52 kg       | Kanybek Osmonaliyev Union soviétique 245,0 kg (RO) | Ho Bong-chol Corée du Nord 245,0 kg             | Han Gyong-si Corée du Nord 245,0 kg      |
| Poids coq Moins de 56 kg          | Daniel Núñez Cuba 275,0 kg (RM)                    | Yurik Sarkisyan Union soviétique 270,0 kg (RMJ) | Tadeusz Dembończyk Pologne 265,0 kg      |
| Poids plume Moins de 60 kg        | Viktor Mazin Union soviétique 290,0 kg (RO)        | Stefan Dimitrov Bulgarie 287.5 kg               | Marek Seweryn Pologne 282.5 kg           |
| Poids léger Moins de 67,5 kg      | Yanko Rusev Bulgarie 342,5 kg (RM)                 | Joachim Kunz Allemagne de l'Est 335,0 kg        | Mincho Pashov Bulgarie 325,0 kg          |
| Poids moyen Moins de 75 kg        | Asen Zlatev Bulgarie 360,0 kg (RM)                 | Oleksandr Perviy Union soviétique 357,5 kg      | Nedelcho Kolev Bulgarie 345,0 kg         |
| Poids mi-lourd Moins de 82,5 kg   | Yuri Vardanyan Union soviétique 400,0 kg (RM)      | Blagoy Blagoev Bulgarie 372,5 kg                | Dušan Poliačik Tchécoslovaquie 367,5 kg  |
| Poids lourd moyen Moins de 90 kg  | Peter Baczako Hongrie 377,5 kg                     | Rumen Aleksandrov Bulgarie 375,0 kg             | Frank Mantek Allemagne de l'Est 370,0 kg |
| Poids lourd-léger Moins de 100 kg | Ota Zaremba Tchécoslovaquie 395,0 kg (RO)          | Igor Nikitin Union soviétique 392,5 kg          | Alberto Blanco Cuba 365,0 kg             |
| Poids lourd Moins de 110 kg       | Leonid Taranenko Union soviétique 422,5 kg (RM)    | Valentin Hristov Bulgarie 405,0 kg              | György Szalai Hongrie 390,0 kg           |
| Poids super-welter Plus de 110 kg | Sultan Rakhmanov Union soviétique 440,0 kg         | Jürgen Heuser Allemagne de l'Est 410,0 kg       | Tadeusz Rutkowski Pologne 407,5 kg       |